# Codonoblepharon pungens
Codonoblepharon pungens är en bladmossart som beskrevs av Georg Friedrich von Jaeger 1874. Codonoblepharon pungens ingår i släktet Codonoblepharon och familjen Orthotrichaceae. Inga underarter finns listade i Catalogue of Life.